# Valmozzola
Valmozzola – miejscowość i gmina we Włoszech, w regionie Emilia-Romania, w prowincji Parma.
Według danych na rok 2004 gminę zamieszkiwało 690 osób, 10,3 os./km².